# Jessica Cauffiel
Jessica Cauffiel (ur. 30 marca 1976 w Detroit) – amerykańska aktorka filmowa, telewizyjna i teatralna, wokalistka. Absolwentka University of Michigan.

## Dorobek artystyczny

### Filmografia
- 1998: Guiding Light
- 1998: Prawo i porządek (Law & Order) jako Kelly
- 1999: Zakręcony (serial telewizyjny) (Stark Raving Mad) jako Maddie Keller
- 1999: Nowi miastowi (The Out-of-Towners) jako Susan Clark
- 1999: Frasier jako Kit
- 2000: Ulice strachu: Ostatnia odsłona (Urban Legends: Final Cut) jako Sandra Petruzzi
- 2000: Ostra jazda (Road Trip) jako niewłaściwa Tiffany
- 2001: Legalna blondynka (Legally Blonde) jako Margot
- 2001: Walentynki (Valentine) jako Lily Voight
- 2002: Facet z odzysku (You Stupid Man) jako Diane
- 2002–2003: The Drew Carey Show jako Milan Mercer
- 2003: Legalna blondynka 2 (Legally Blonde 2: Red, White & Blonde) jako Margot
- 2003: Skazani na siebie (Stuck on You) jako ślicznotka z baru
- 2004: D.E.B.S. jako Ninotchka
- 2004: Agenci bardzo specjalni (White Chicks) jako Tori
- 2005: Cuts jako Missy Drobman
- 2005: Prawdziwa historia (The World’s Fastest Indian) jako Wendy
- 2005: Zgadnij kto (Guess Who) jako Polly
- 2006–2007: Na imię mi Earl (My Name is Earl) jako Tatiana
- 2006: Sowie pole (Hoot) jako Paula
- 2009: Ice Dreams jako Amy Clayton

### Role teatralne
| - Antigone - Jesus Hopped the A Train - 1001 Nights - A Midsummer Night’s Dream - City Of Angels | - Baby - Grand Hotel - The Music Man - Cabaret - Born Guilty |